# 何满潮
何满潮（1956年5月—），河南灵宝阳店镇南家洼村人，矿山工程岩体力学专家。1981年毕业于长春地质学院（现吉林大学朝阳校区）水工系，1985年又取得该校硕士学位，1989年取得中国矿业大学北京研究生部工程力学博士学位，毕业后留在中国矿业大学（北京）任教。2013年当选中国科学院技术科学部院士。
他担任中国矿业大学北京深部岩土力学与地下工程国家重点实验室主任，2016年获得首届“全国杰出科技人才奖”。2018年1月，当选第十三届全国政协委员。

## 头衔与荣誉
- 第六、七届中国岩石力学与工程学会副理事长
- 软岩工程与深部灾害控制分会理事长
- 国际岩石力学学会副主席
- 国际岩石力学学会中国国家小组主席
- 国际岩石力学学会软岩专业委员会副主席
- 国际岩石力学教育基金委员会主席
- 国家自然科学基金重大项目（50490270）首席科学家
- 国家973计划项目（2006CB202200）首席科学家
- 1998年国家杰出青年基金获得者
- 2015年8月成为吉林大学双聘院士